# Namibiska köket

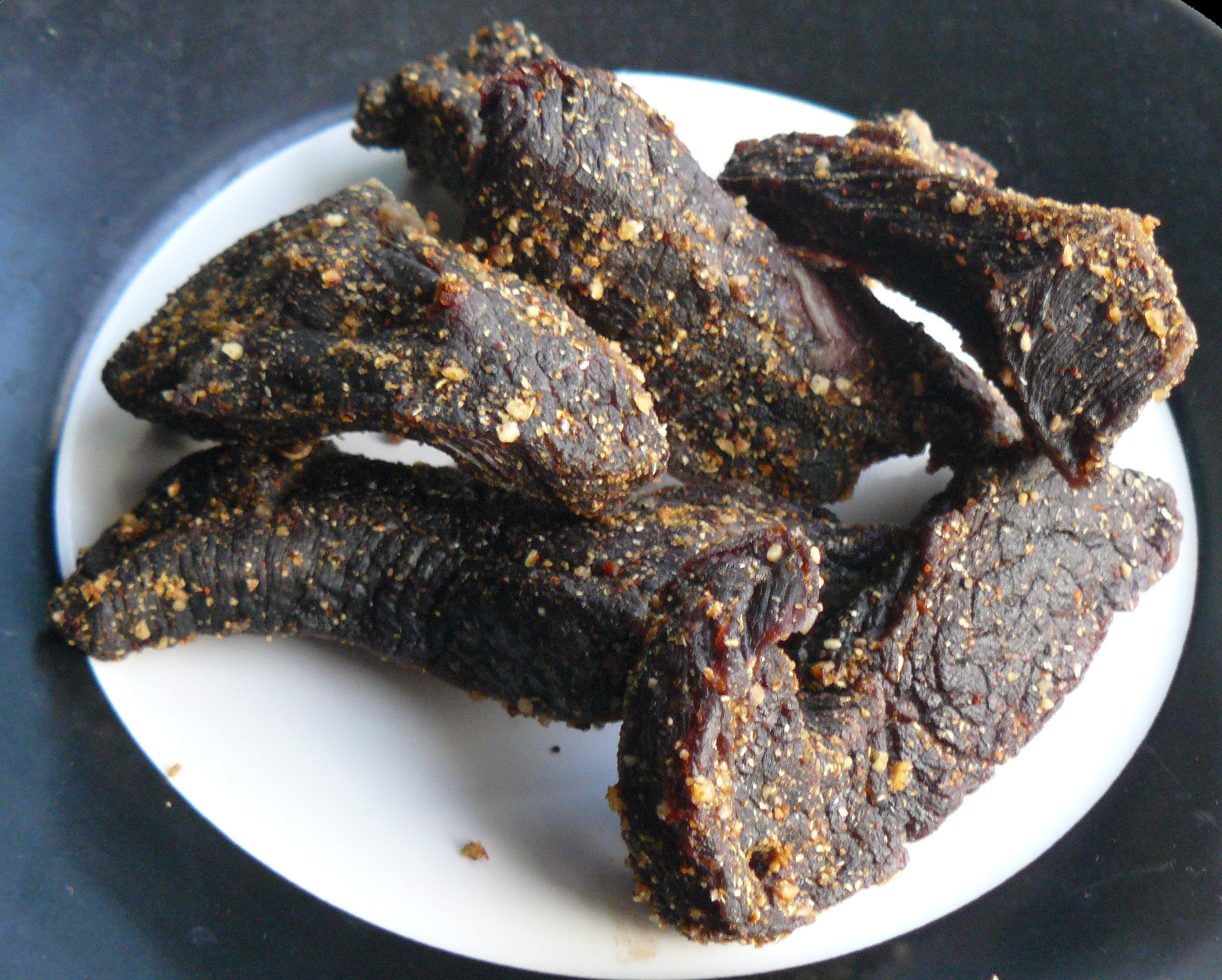
Biltong, ett slags rökt kött.

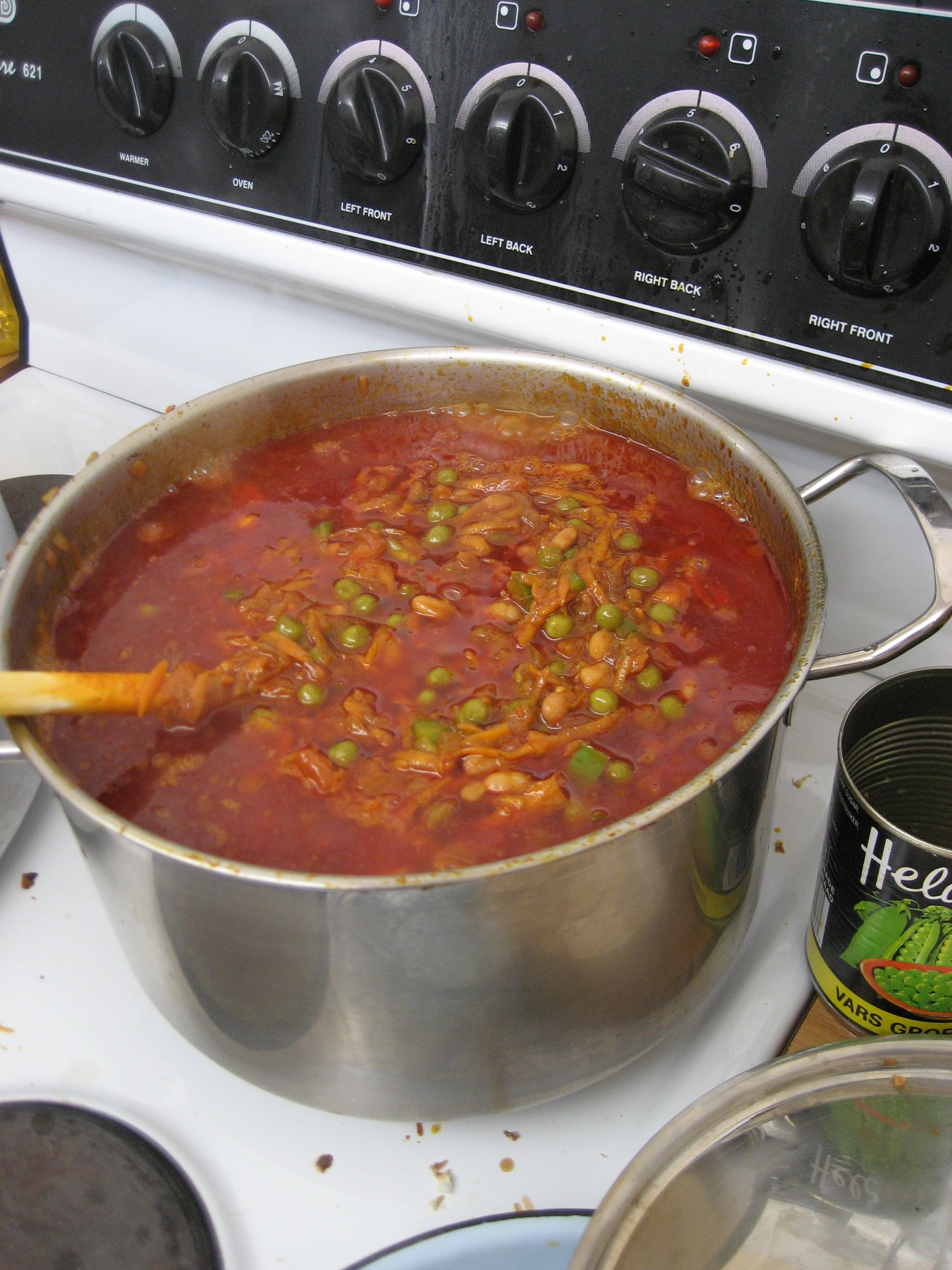
Chakalaka, en kryddig grönsaksgryta.

Det Namibiska köket är påverkat av två huvudsakliga kulturer:
- Namibias urinvånares matvanor, såsom himba, herero och san.
- Kolonisatörernas matvanor som introducerades under kolonialtiden, såsom tyskar, afrikaaner och britter.

## Urinvånarnas matvanor
Under den förkoloniala tiden kännetecknades urinvånarnas matvanor av deras användning av en stor mängd olika frukter, nötter, lökar, löv och andra livsmedel som fås från vilda plantor och jakt. Domesticeringen av nötkreatur för runt 2000 år sen av Khoisaner möjliggjorde förtäring av mjölkprodukter och kött. Efter koloniseringen av landet avskräckte kolonisatörerna namibier från att utöva sina traditionella matvanor.

## Kolonisatörernas matvanor
Namibia koloniserades av tyskar under 1800-talet och tyska influenser i Namibisk matlagning är fortfarande påtagliga.

## Bryggning
Tysklands bryggartraditioner fortsatte i Tysklands kolonier i sydvästafrika där tyska lageröl som Hansa och Windhoek fortfarande bryggs i Namibia för inhemsk konsumtion och export.